# شورای رهبری ریاست‌جمهوری
شورای رهبری ریاست‌جمهوری (عربی: مجلس القیادة الرئاسی)، نهاد اجرایی یمن است که در ریاض، عربستان سعودی با فرمان ریاست‌جمهوری در ۷ آوریل ۲۰۲۲ به منظور جستجوی «راه حل سیاسی جامع» برای جنگ داخلی یمن تشکیل شد. ریاست آن را رشاد محمد علیمی برعهده دارد و هشت عضو دارد. تمامی اختیارات رئیس‌جمهور و معاون رئیس‌جمهور به این شورا منتقل شده است.

## اعضا
- رشاد علیمی (رئیس)
- طارق صالح (معاون رئیس)
- سلطان علی الاراده (عضو)
- عابد الرحمن ابوزرعه (عضو)
- عبدالله العلیمی بوازیر (عضو)
- عثمان حسین بزرگی (عضو)
- عیدروس الزبیدی (عضو)
- فرج سلمین البهسانی (عضو)
- عبدالرحمن المحرمی (عضو)